# Obertrennbach
Obertrennbach ist ein Ortsteil des Marktes Gangkofen im niederbayerischen Landkreis Rottal-Inn. Bis 1972 bildete es eine selbstständige Gemeinde.

## Lage
Das Pfarrdorf Obertrennbach liegt im Isar-Inn-Hügelland etwa fünf Kilometer nördlich von Gangkofen an der Bahnstrecke Mühldorf–Pilsting und der Staatsstraße 2111.

## Geschichte
Obertrennbach ist der Stammsitz der Adelsfamilie Trennbach (auch: Trenbach).
1808 wurde der Steuerdistrikt Obertrennbach aus der ehemaligen gleichnamigen Obmannschaft sowie Teilen des Amtes Kollbach vom 1803 aufgelösten Landgericht Dingolfing gebildet. 1818/1823 entstand daraus die landgerichtische Gemeinde Obertrennbach im Landgericht Eggenfelden. Sie umfasste 1964 35 Ortsteile und gehörte zum Landkreis Eggenfelden. Am 1. Januar 1972 wurde die Gemeinde Obertrennbach im Zuge der Gebietsreform in Bayern aufgelöst und in den Markt Gangkofen eingegliedert.

## Sehenswürdigkeiten
- Pfarrkirche St. Vitus. Das spätgotische Bauwerk entstand um 1500 bis 1520. Das Erscheinungsbild ist durch die Neugestaltungen der letzten Renovierung im Jahr 1996 geprägt.

## Vereine
- Freiwillige Feuerwehr Obertrennbach
- Krieger- und Soldatenkameradschaft Obertrennbach
- Stockschützenclub Obertrennbach